# Opilioacarus orghidani
Opilioacarus orghidani este o specie de acarian care aparține genului Opilioacarus, familia Opilioacaridae. Specia a fost descrisă de Ilinca Juvara-Balș și Mioara Baltac în 1977, în urma capturării de exemplare în timpul unei expediții speologice în Cuba, și denumită în onorea lui Traian Orghidan, arahnolog român.